# I valet och kvalet
I valet och kvalet är en dikt av Gustaf Fröding ur samlingen Nya Dikter. 
Dikten uttrycker en ung kvinnas kamp mellan förnuft och känsla när det gäller lämplig äkta man. Den börjar "Han är änkling och gammal och skallig och krokig".
Dikten består av sex sexradiga strofer. Varannan strof uttrycker motvilja mot den rike gubben och varannan strof – inklusive den sjätte och sista! – uttrycker vilja att gifta sig med honom "för hans proppade skåp och hans svällande sängar."